# ヒトラーの日記
ヒトラーの日記（ヒトラーのにっき、Hitler Diaries）とは、1983年に西ドイツの雑誌『シュテルン』が、かつてのナチス・ドイツの総統アドルフ・ヒトラーが1932年から1945年まで書き綴った日記を発見し、その抜粋を報道したが、後に詐欺のために捏造された偽書であることが判明した事件である。

## 事件の概要
ドイツの出版大手のグルナー+ヤール（雑誌『シュテルン』発行元）にヒトラーが書いた日記とされるものが持ち込まれたのは1981年2月のことであった。日記を「発見」したのは同社記者のゲルト・ハイデマンで、出所は明らかにしなかったが、東ドイツの将官を兄弟に持つ裕福なナチス記念品の匿名のコレクターであると主張した。また日記は1945年4月にドレスデン近郊で墜落した航空機の残骸から回収されたものであるとしていた。日記は全部で27冊あり、それにくわえヒトラーの自伝『我が闘争』の未発表の第3巻とあわせて1,000万マルクという高額で買い取ることを決定した。
同社は日記の真贋を判定するため、鑑定士と科学者に依頼したが、後に判明したことであるが筆跡鑑定の専門家に送られたヒトラーの筆跡のサンプルは日記を書いた者による偽造であった。そのため、筆跡鑑定により日記は本物であるとされ、そのことが1983年4月25日の記者会見で発表された。
日記はドイツのほか、イギリスとアメリカで出版されることになった。そしてアメリカでは出版権をめぐり激しい闘争が繰り広げられた。英米両国にまたがるメディア王であったルパート・マードックは、タイムズの副編集長とイギリスの著名な歴史家でヒトラー研究家の世界的権威であるヒュー・トレヴァー＝ローパーを派遣した。トレヴァー＝ローパーは日記に歴史的矛盾が数多くあるのに気付いていたが、先方が本物であると太鼓判を押していたため、日記が本物であると追認してしまった。
しかし、ドイツ警察の法医学者達はこの時点で日記が偽造であることを知っていた。これは日記の用紙を化学分析したところ、紙に使用されている漂白剤は第二次世界大戦後に開発されたもので、糸は現代のポリエステルであった。また1943年の日記の文字のインクは書かれてから1年ほどしか経っていないことを確認した。これらの調査結果は1983年4月23日に記事に掲載された。結果的にトレヴァー＝ローパーの名声は失墜してしまった。
1992年のドイツ映画『シュトンク!』（Schtonk!）はこの事件を題材にしており、日記への反応を次第にエスカレートさせていく人々の姿を描いている。

## 事件の首謀者
日記を偽造したのはコンラート･クーヤウという偽造の常習犯であった。ナチス政権化のザクセン州ルーバウ生まれのクーヤウは、1957年に西ドイツに亡命して結婚するも生活が安定せず、1969年にナチスの遺物を売買するビジネスを始め、次第にナチス関連の文書偽造や絵画の贋作まで手掛けるようになる。1978年、1935年のナチ党年鑑からヒトラーのスケジュールを書き出し、東ベルリンで購入した学習用ノートに、ヒトラーの筆跡を真似ながら日記を偽造し、それをシュトゥットガルトの実業家だったフリッツ・シュティーフェルに販売し、シュティーフェルがハイデマンに日記を見せた事で、捏造事件へと発展していった。捏造発覚後、クーヤウは逃亡するが、僅か1週間後に出頭し、裁判の結果、偽造と捏造、そして150万マルクを騙し取った罪で懲役4年6月を宣告された。
会社に日記を持ち込んだハイデマンは「日記の持ち主」に渡すべき代金を横領し、自身の不動産の購入等に充てていたことが判明したため、170万マルクを横領した罪で懲役4年8ヶ月を宣告された。
また出版社の関係者は退職をせざるを得なくなり、会社自身も2,000万マルク以上の経済的損失を被ってしまった。

## 本物の「ヒトラー日記」
ヒトラーは自室の側に速記者を控えさせ、側近との談話を記録させていた。これらは「ヒトラーのテーブル・トーク」と呼ばれ、1942年と1945年2月の一部が発見されている。
第二次世界大戦末期の4月、ベルリンはソ連軍によって包囲されつつあったため、1943年以降の記録を搭載した輸送機がベルリンから脱出した。搭載された記録は300万語、重量にして500kgあったという。しかし連合軍機によって襲撃され、ドレスデン近郊で墜落した。この際に記録は全焼したものと見られているが、事故現場から持ち出されたという憶測はささやかれていた。これらが「日記発見」の背景となった。